# Bahn.business
bahn.business ist ein Geschäftskundenprogramm der Deutschen Bahn auf Basis des Mengenrabatts. Bei Erreichen festgelegter Umsatzstufen wird Rabatt im folgenden Jahr gewährt. Neu angemeldete Kunden erhalten Ermäßigung bei Nachweis eines entsprechenden Umsatzes im Vorjahr.
Das Programm wurde im August 2003 unter der Bezeichnung bahn.corporate gestartet. Knapp acht Wochen später hatten sich 750 Kunden angemeldet. Inzwischen werden etwa 50.000 Geschäftskunden von bahn.business betreut (Stand: August 2016).

## Rabattstufen
Der Geschäftskundenrabatt wird auf alle DB-Tickets zum Flexpreis Business gewährt und kann für noch mehr Ersparnis beliebig mit den Rabatten einer BahnCard Business kombiniert werden. Er richtet sich nach der Höhe der jährlichen DB-Ticketumsätze. Dazu gehören alle Fahrkarten, Sitzplatzreservierungen und alle BahnCard Business-Käufe. Die Einstufung des Unternehmens in die Rabattstaffel erfolgt auf Basis der (jährlichen) DB-Ticketumsätze des Vorjahres. Neukunden erhalten den Geschäftskundenrabatt, sobald sie einen Ticketumsatz von 3.000,- Euro erreicht haben.

## Kundenportal
Wenn ein Geschäftskunde an dem Programm teilnehmen möchte, ist zunächst eine Registrierung im Internet erforderlich. Dadurch erhält das Unternehmen ein individuelles Firmenkundenportal. Über dieses ist die Buchung von bahn.business-OnlineTickets möglich. Dabei gibt es verschiedene Nutzerrechte:
- Der Travel Manager ist der Administrator des Kundenportals. Er hat alle verfügbaren Rechte. Es ist möglich, mehrere Travel Manager einzusetzen.
- Bucher bestellen zentral für andere Mitarbeiter die Tickets.
- Selbstbucher bestellen eigenverantwortlich ihre Tickets.
- Vertreter bestellen im Auftrag anderer Geschäftsmitglieder Tickets.

Es ist nicht zwingend eine Buchung über das Kundenportal nötig. Ein Bezug der Fahrkarte am Automaten oder am Schalter unter Vorlage einer BahnCard Business ist auch möglich.

## Zahlung
Um am Programm teilzunehmen, sind zwingend Kreditkarten vonnöten: eine Firmenkreditkarte (für die Bucher) oder eine persönliche Kreditkarte (für die Selbstbucher und Vertreter). Die Firmenkreditkarte ist ein Firmenkonto, das auf den Namen einer Firma ausgestellt wird und über das die Geschäftsreisen abgewickelt werden. Die personenbezogenen Corporate Cards sind Einzelkarten, die von dem Unternehmen an die Mitarbeiter ausgegeben und auf deren Namen ausgestellt sind. Die Belastung der Ausgaben erfolgt hier in der Regel auf das Konto des Mitarbeiters.